# Waterhuis (Brugge)
Het Waterhuis bestaat uit twee gebouwen, tegenover elkaar gelegen tussen de Boeveriepoort en de Smedenpoort op de vestingen van Brugge. Het oud waterhuis bevindt zich langs de Hendrik Consciencelaan, ter hoogte van de Fonteinstraat. Het nieuw waterhuis staat langs de Buiten Boeverievest, aan de andere oever van de binnenvestinggracht. 

## Moerbuizen
Reeds op het einde van de dertiende eeuw is in de stadsrekeningen sprake van loden buizen. Er waren een vijftal dergelijke waterleidingen, moerbuizen genoemd, die water opvingen uit een waterloop of vijver aan de rand van de stad en het transporteerden naar een of meer wijken van het centrum. Een ervan haalde water uit een vijver op de parochie Sint-Baafs (een wijk van de voormalige gemeente Sint-Andries) en bediende het centrum van Brugge, tot voorbij de Markt. In 1297 werd de nu nog bestaande grote stadsomwalling gegraven, die het tracé van deze moerbuis dwarste. Dit lijkt nochtans geen probleem geweest te zijn, want in 1336 en 1337 werden nog werken uitgevoerd aan de moerbuis die van de vijver op Sint-Baafs kwam. Reeds van bij het begin zal er een mechanisme (waterrad of noria) geweest zijn om het water op te pompen, maar hierover zijn geen gegevens gekend.

## Oud Waterhuis

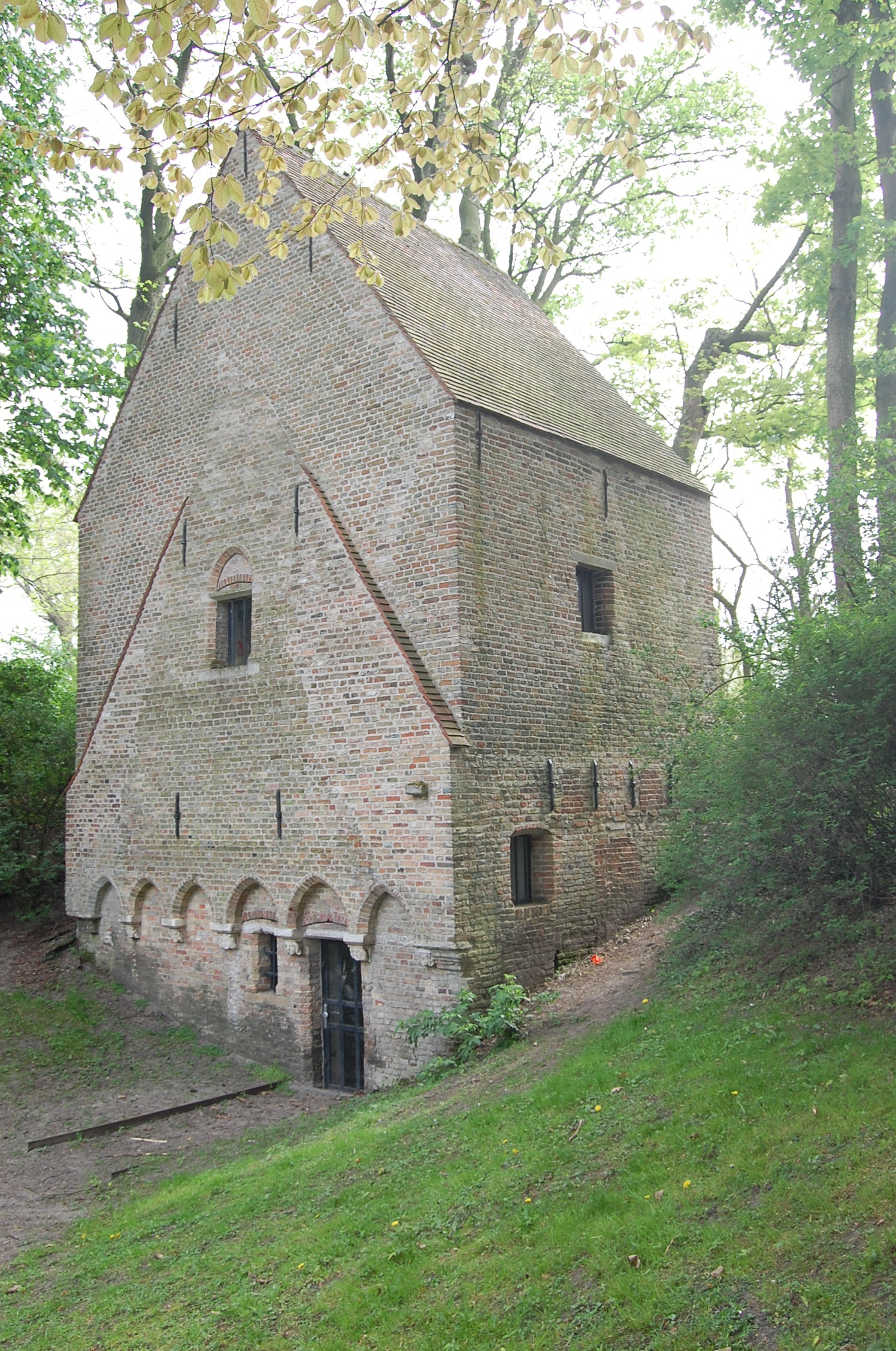
Oud waterhuis

In de loop van de veertiende eeuw zocht Brugge naar een meer betrouwbaar systeem van watervoorziening. Hiervoor werd begonnen met het graven van een kanaal  van Brugge naar Deinze, waar het zou aansluiten op de Leie. De Gentenaren verzetten zich tegen dit project en in 1378 werden de werken stopgezet. Pas in de zeventiende eeuw zou het kanaal afgewerkt worden, maar dan in de richting van Gent. Het reeds voltooide deel leverde nochtans reeds een groter waterwinningsgebied op. Tussen 1382 en 1384 werd de stadsomwalling uitgediept waardoor een grotere waterreserve kon aangelegd worden. Ten laatste in 1386 werd de moerbuis gevoed door water uit de binnenvestinggracht tussen Boeveriepoort en Smedenpoort, want in dat jaar wordt in de stadsrekening de verkoop genoteerd van het lood van de buiten dienst gestelde buis tussen de vesting en de vijver in Sint-Baafs.
Op dat ogenblik moet er op de oever van de binnenvesting reeds een pompinstallatie (in de bronnen engien genoemd) aanwezig geweest zijn. De eerste vermelding ervan dateert uit 1394, toen de verantwoordelijke voor het onderhoud ervan overleed. Er werd een overeenkomst afgesloten met twee personen die er zich solidair toe verbonden het engien en de bijhorende vergaarbak, opgesteld in een stenen huisje, in goede staat te bewaren, onderhouden en herstellen. Zij moesten tevens een tweede exemplaar als reserve beschikbaar houden. Vermoedelijk was dit niet het huidige waterhuis, maar een gebouwtje dat op de oever van de gracht stond.
Een eerste gedetailleerde beschrijving dateert van 1610. Het water kwam uit de vestinggracht langs een onderaardse tunnel, vier voet breed en hoog genoeg om een lange man overeind te laten staan. Aan de kant van het water was de tunnel afgesloten door een ijzeren hekken; een drempel moet verhinderen dat slijk binnenkwam. Het water kwam terecht in een ketelput, vanwaar het met het engien (een waterrad met emmers, aangedreven door een rosmolen)  14 voet hoger in een vergaarbak terechtkwam. De kaart van Marcus Gerards uit 1562 toont de omvang van de constructie.
Het oud waterhuis verloor gedeeltelijk zijn functie in 1760 toen het nieuw waterhuis in gebruik genomen werd. Er bleven alleen nog waterreservoirs en -leidingen in aanwezig. Na de sluiting van het nabijgelegen slachthuis in 1957 had ook het waterreservoir geen nut meer.

## Nieuw Waterhuis

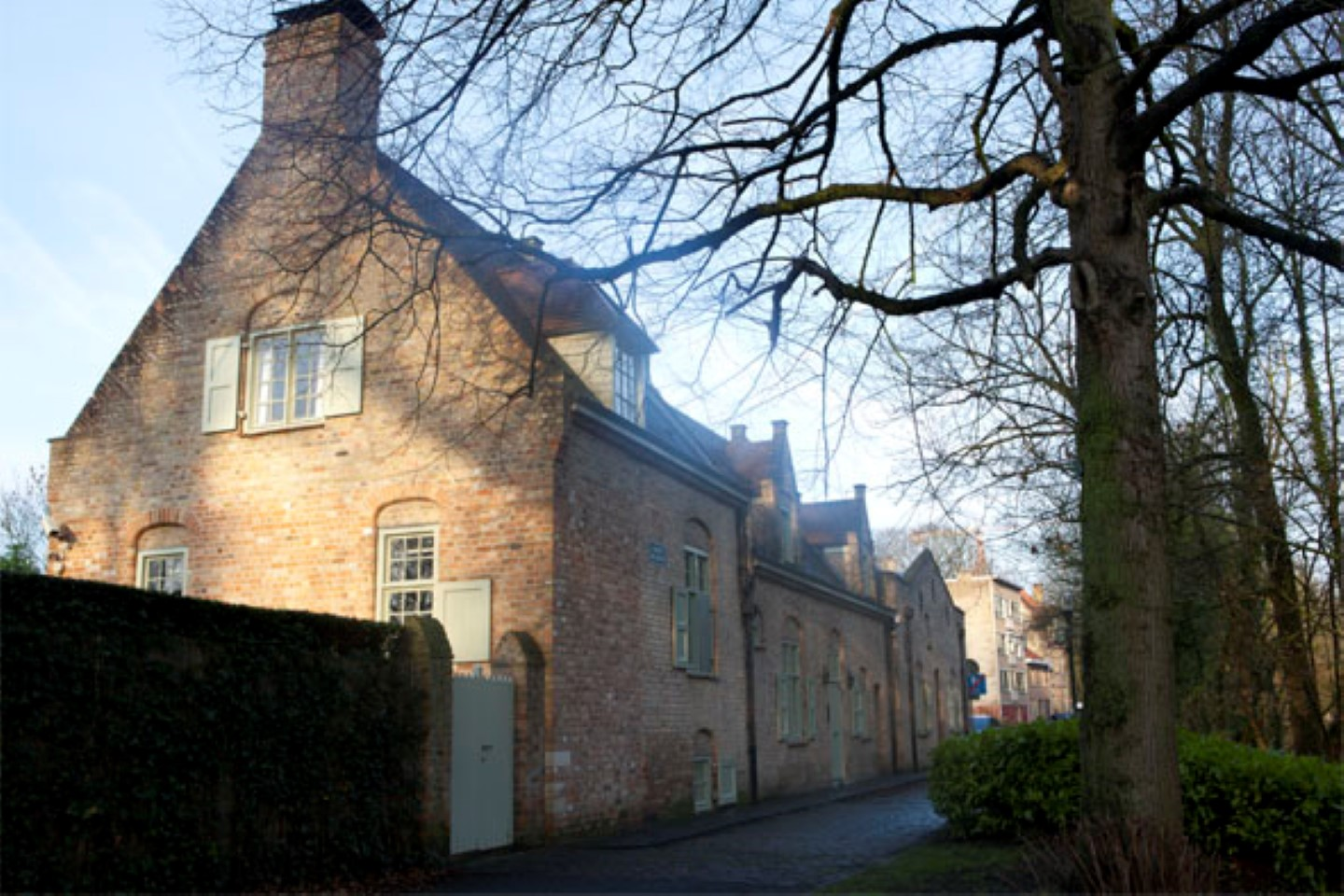
Het nieuw waterhuis

In de loop der jaren was het waterhuis zo versleten geraakt, dat men het eigenlijk volledig had moeten heropbouwen. Een voorstel van Joachim Chalon uit Bergen om een volledig nieuw waterhuis te bouwen dat veel goedkoper zou functioneren werd daarom gunstig onthaald en in 1758 sloot de stad een overeenkomst met Chalon. 
In plaats van een door paarden aangedreven rosmolen, zou het nieuw waterhuis zijn energie halen uit het niveauverschil (ongeveer een meter) tussen de binnen- en de buitenvestinggracht. Deze laatste staat in verbinding met het kanaal naar Oostende en heeft een lager waterpeil. Op de berm tussen de twee werd een waterrad geplaatst, dat een pomp aandreef. Het water werd uit de binnenvestinggracht en door een leiding onder deze gracht naar de reservoirs in het oud waterhuis gepompt, vanwaar het in de moerbuis vloeide. De installatie was in 1760 reeds in dienst en was ondergebracht in een nieuw gebouw langs de Buiten Boeverievest, dat reeds in het begin van de negentiende eeuw grondig verbouwd of herbouwd werd. 
Een beschrijving uit 1802 laat vermoeden dat er toen twee raderen waren: een groot ijzeren  dat de waterpomp aandreef, en een klein houten voor de ernaast gelegen volmolen en als reserve. Het houten rad was in 1875 reeds buiten gebruik en werd in 1892 verkocht. Het metalen rad werd in 1840 vervangen. In 1875 werd het hersteld (of misschien opnieuw vervangen); sedertdien wordt het Poncelet-wiel genoemd, naar de Franse generaal en ingenieur Jean-Victor Poncelet (1788-1867).
Vanaf 1852 begon de waterbevoorrading problemen op te leveren, enerzijds door droogteperiodes en anderzijds omdat het waterrad een grote hoeveelheid water uit de binnengracht liet wegvloeien. In kritieke periodes werd het waterrad stilgelegd en vervangen door handpompen, later door een gehuurde stoompomp. In 1892-1893 werd een vaste stoompomp geplaatst en het waterrad bleef behouden voor noodgevallen. 
In dezelfde periode was ook de kwaliteit van het water bedenkelijk geworden. Het werd via het kanaal Brugge-Oostende aangevoerd uit de Leie, die bezoedeld was door de vlasroterijen in de streek van Kortrijk en door de Noord-Franse industrie. Het zou nog tot 1925 duren eer Brugge zou beschikken over een modern waterbedelingssysteem, gevoed door bronnen in Wallonië. Vanaf dat ogenblik werd het oud waterhuis alleen nog uitzonderlijk gebruikt voor het slachthuis.

## Restauratie
Het oud waterhuis werd gerestaureerd in 1993-1995. De restanten van het waterdistributiesysteem (vergaarbakken en leidingen) werden bewaard. Het is stadseigendom. 
Het nieuw waterhuis en de aanpalende conciërgewoning werden in 1991 door de stad verkocht aan een privé-eigenaar. Het mechanisme van het waterhuis bleef stadseigendom en werd in 1992 gerestaureerd. In het huis bevinden zich het Poncelet-rad met een diameter van 5,60 meter en een gietijzeren vacuümpomp uit het einde van de negentiende eeuw. Het rechts ervan gelegen industrieel gebouw, dat in de plaats gekomen was van de vroegere volmolen, werd in 1980 gesloopt ; op de plaats ervan werd een plantsoen aangelegd.
De restauraties gebeurden met financiële steun van de Nationale Loterij en de Koning Boudewijnstichting en met medewerking van leerlingen van het nabijgelegen Vrij Technisch Instituut.

## De Zeven wonderen van Brugge

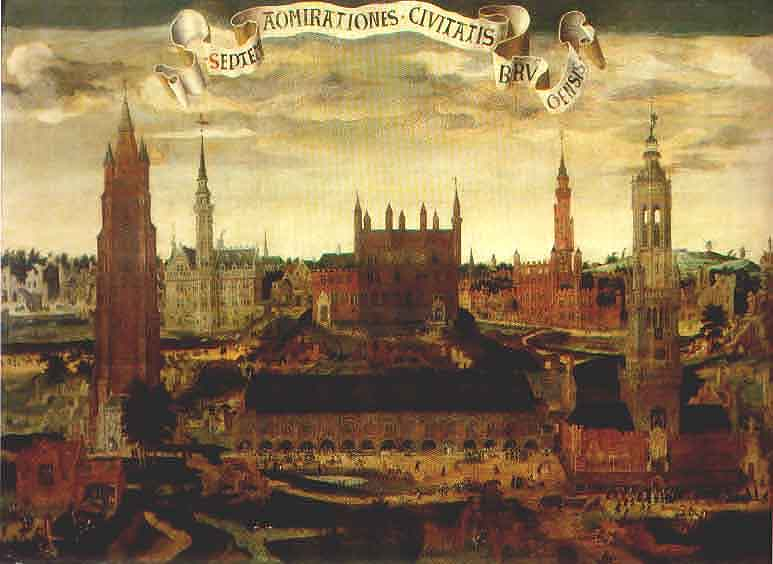
De Zeven wonderen van Brugge

Het oud waterhuis is afgebeeld op het schilderij De Zeven wonderen van Brugge, een Vlaams Topstuk dat dateert uit 1550 en dat algemeen aan Pieter Claeissins de Oudere wordt toegeschreven. Links op de voorgrond drijft een paard de waterpomp van het waterhuis aan.

## Bescherming
Het oud en het nieuw waterhuis zijn beschermd als monument bij ministerieel besluit van 21 april 1993